# 精選輯
精選輯（英語：Greatest hits album或best-of album）是音樂專輯的一種，通常內含之前發售過的專輯曲目，或同時額外收錄一些從未發表的曲目。
與一般音樂專輯相比，精選輯裡收錄的曲目多數已在其他專輯中發行過，而且是該歌手或演唱團體最知名的歌曲，不過在個別情況下，精選輯也會加入少量新錄製或從未發表的曲目作為賣點。由於精選輯中收錄的常是經常在電視及廣播中出現的歌曲，因此除了歌迷之外，也會吸引其他人士的購買慾，也令精選輯的銷售量較容易比一般的專輯來得高。
精選輯推出的原因，通常發生於以下的情況：
1. 紀念歌手或演唱團體的出道周年
2. 歌手或演唱團體與原唱片公司解約
3. 歌手或演唱團體出現變卦（解散、隱退、去世等）

通常精選輯的推出，都是歌手或演唱團體與唱片公司商量之下，經過雙方同意才會發行；然而也有許多精選輯，事實上並沒有得到歌手本人的認同，而是唱片公司單方面推出，尤其在歌手解約後跳槽至新唱片公司，並要發行全新專輯時，原唱片公司趁勢推出精選輯的情況最為常見。過去也曾出現歌手或演唱團體成員本人親自指出他們的精選輯並非按照他們原意所發行的情況，這些歌手或許會在之後和原唱片公司重新協商，並推出更符合他們原意的精選輯；相反的，之前所發行的非公認精選輯很快就會遭到停止發行，這些非公認精選輯的資料也不會在歌手或演唱團體的官方網站上出現。
近年來，一些概念性較強的精選輯也相繼出現。這些精選輯有各自的類型和主題，有以收錄慢歌、快歌為主的精選輯，也有一些以收錄合作曲，或某種語言類型為主的精選輯出現。
迄今為止，世界上銷量最高的精選輯是老鷹樂隊的《Their Greatest Hits (1971–1975)》，銷售量為約4100萬張。其次是披頭四樂隊的《1》，約售出3100萬張。第三名則是瑪丹娜的《無暇精選輯》，約售出2800萬張，亦是個人歌手精選輯的最高銷量保持者。

## 另見
- 合輯